# Lambertschaag
Lambertschaag (West-Fries: Lambertskaag) is een dorp in de gemeente Medemblik, in de Nederlandse provincie Noord-Holland. Het dorp heeft 170 inwoners (2023).
Voor de gemeentelijke herindeling van 1 januari 1979 behoorde het dorp tot de gemeente Abbekerk. Van 1979 tot 2007 behoorde Lambertschaag tot de gemeente Noorder-Koggenland, waarin de gemeente Abbekerk was opgegaan.
Lambertschaag komt in 1319 voor als Lambrachtscoich en in 1396 als Lambrechtkage. De plaatsnaam zou verwijzen naar de oude kerkpatroon die in de 7e eeuw kort in Abbekerk leefde, H. Lambertus genaamd. En het tweede deel van de naam zou verwijzen naar kaag, wat buitendijks gebied betekent. De s van het eerste deel zou in de eeuwen daarna verschoven zijn naar het tweede, en zo komt men aan skagen en skaag en later schaag.

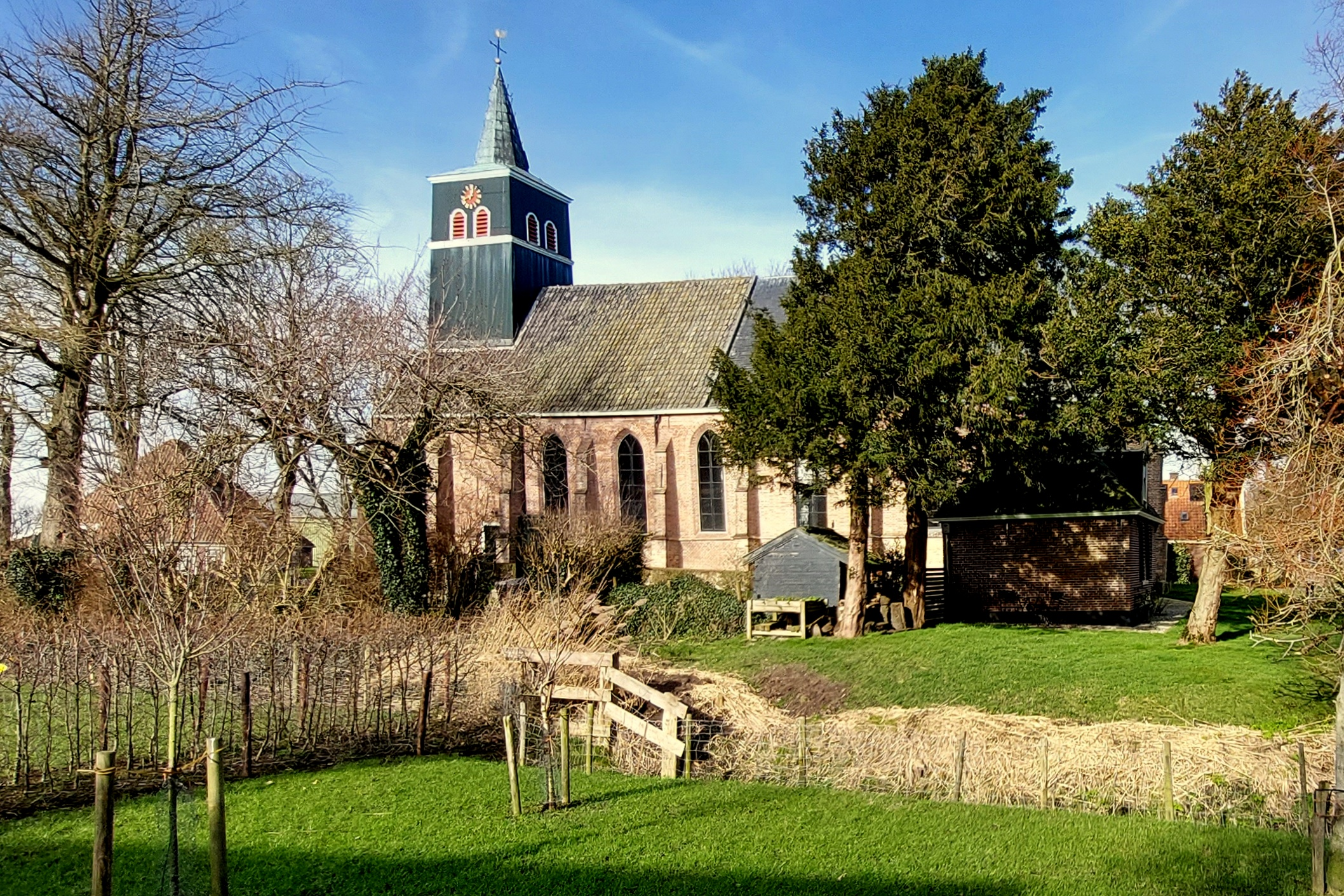
Het Groene Kerkje (2022)

De huidige kerk van het dorp is rond 1490/1500 gebouwd, maar er is in de kerklijsten van het Bisdom Utrecht in 1395 al sprake van een kerk. De kerk valt op door de groene kleur van de toren en hij heeft dan ook de naam Het Groene Kerkje. Het uurwerk van de toren werd geïnstalleerd in 1588. De luidklok is gegoten in 1495.
De kerk is niet meer in gebruik als echte kerk. Hij was tot 1968 in gebruik als Nederlands Hervormde kerk, de kerk was toegewijd aan de heilige H. Lambertus. Daarna stond de kerk een tijd leeg. De bewoners van het dorp begonnen met een initiatief om de kerk te redden van verval. Uiteindelijk werd in 1974 Stichting Het Groene Kerkje opgericht, die een ingrijpende restauratie van de kerk realiseerde. In 1982 werd de kerk heropend, sindsdien vinden er diverse activiteiten plaats zoals exposities, schrijversavonden en koffieconcerten, waardoor het ook bekend is geworden. Ook wordt de kerk gebruikt als vergaderruimte voor verenigingen en kleine bedrijven.
Lambertschaag deelt met Abbekerk ook een oud stationsgebouwtje aan de lijn Hoorn-Medemblik. Dit was in gebruik genomen op 3 november 1887 maar op 5 januari 1941 werd het gesloten. Het is een laag langwerpig gebouw en is, net als de kerktoren, groen gekleurd.
Voordat de huidige polder Wieringermeer ontstond lag Lambertschaag aan de Zuiderzee. Bij de plaats stonden ook drie poldermolens, die via boezem en uitwateringssluis op de zee uitmaalden. Deze molens verdwenen met de komst van de polder.
De huidige bewoning van Lambertschaag is een combinatie van huizen en agrarische bewoning, waaronder diverse stolpboerderijen.